# بورصة تونس
بورصة تونس  وتسمى رسميا بورصة تونس للأوراق المالية منذ 15 نوفمبر 1995، هي سوق للأوراق المالية تأسست في فبراير 1969 ومتمركزة في تونس العاصمة في تونس. هذه البورصة مسؤولة عن إدارة وأمن وتعزيز السوق التونسية وسنداتها الضمانية. المساهمين هم الشركات الموجودة في البورصة. مؤشر البورصة الرئيسي هو تونانداكس (Tunindex).

## التاريخ
ترجع نشأة البورصة إلي سنة فبراير 1969. حتى ولو كانت هذه النشأة قديمة نسبيا، كانت مساهمة البورصة في الاقتصاد التونسي محدودة، بسبب هيمنة الدولة والبنوك على هذا القطاع. وتطور البورصة إلى اليوم يرجع إلى التقدم في الماجل النقدي والتضخم الاقتصادي.

هذه الفترة تتميز بسهولة استعمال القروض المصرفية ومساعدات الدولة، وكذلك قيمة الفوائد على الودائع البنكية، إلى جانب سهولة النظام الضريبي. إذا كانت البورصة كمكتب لتسجيل المعاملات المساهمة في تمويل الشركات.

في نهاية سنة 1986، لم يكن رأس مال البورصة أو قيمتها السوقية تمثل سوى 1% من الناتج المحلي الاجمالي.

في إطار الهيكلة الشاملة، بدأت عملية إصلاحية مالية سنة 1988 بهدف وضع إطار قانوني يسمح للسوق بالمساعدة في تمويل الاقتصاد. أصبح يوجد ضريبة على الودائع البنكية، وسعر الفائدة على الودائع إنخفض بعد انخفاض نسبة التضخم والمدخرات في الأوراق المالية تتمتع بضريبة مواتية مع إلغاء الضرائب على الأرباح الرأسمالية وعلى توزيعات الأرباح.

الضريبة على الشركات انخفضت بدورها من 80% إلى 35%.

## البورصة حاليا
لتلبية المعايير الدولية، تم البدأ في عملية إصلاحية في 14 نوفمبر 1994 تتعلق بإعادة تنظيم السوق المالية. هذا القانون أسس سلطة تنظيمية جديدة: هيئة السوق المالية التي بدأت أعمالها في 15 نوفمبر 1995. بعد هذا الإصلاح الشامل في بورصة تونس، الذي وضع أسس سوق مالية جديدة يمكنها المساهمة في الاقتصاد المحلي، ولهذا لم تتقوف هذه الوضعية عن النمو: خمسين شركة تم إدراجها حتى مارس 2009، برأس مال في البورصة يقدر 6.7 مليار دينار تونسي (مقارنة ب3.1 مليار في 2004)، وهو ما يساوي 16% من الناتج المحلي الاجمالي الوطني.

تدابير جديدة أتت أيضا لدعم هذه الجهود بدأت في 1994 كالتدريب لما فيه من حوافز ضريبية للشركات المدرجة حديثا ولكن أيضا المزايا الأخرى من حيث الثروة والإعفاء الضريبي للأفراد (صغار المساهمين). لكن تبقى مشكلة ضعف مشاركة الشركات الصغيرة، الوضعية التي تترك الBVMT ضعيفة في مواجهة مشاكل وطنية ودولية، حتى ولو أنها لم تتعرض لرأس المال المضارب. من جهة أخرى فإن BVMT تتمتع في السنوات الأخيرة، مثل جميع الأسواق الناشئة، من عائدات البترودولار في دول الخليج العربي بكونها ملجأ السوق عندما تفقد أسواق الأسهم الرئيسية في العالم السلطة.

بنهاية سنة 2013، تضمنت البورصة 70 شركة مدرجة. سنة 2015، يوجد حوالي 77 شركة في البورصة.
يقع مقر البورصة في ضفاف البحيرة بعد أن انتقل إليها في ديسمبر 2010 من منطقة مونبلازير.

## الشركات والمؤشرات
أغلب شركات البورصة تنظم في مؤشر تونانداكس (Tunindex).

## الشركات المدرجة

### البنوك
- بنك الأمان
- البنك العربي لتونس
- التجاري بنك
- بنك الإسكان
- بنك تونس العربي الدولي
- البنك الوطني الفلاحي
- البنك التونسي
- الشركة التونسية للبنك
- بنك تونس والإمارات
- الاتحاد البنكي للتجارة والصناعة
- الاتحاد الدولي للبنوك

### شركات التأمين
- شركة أستري للتأمين وإعادة التأمين
- الشركة التونسية للتأمين وإعادة التأمين ستار
- تأمينات سليم
- التونسية لاعادة التأمين

### شركات الإيجار المالي

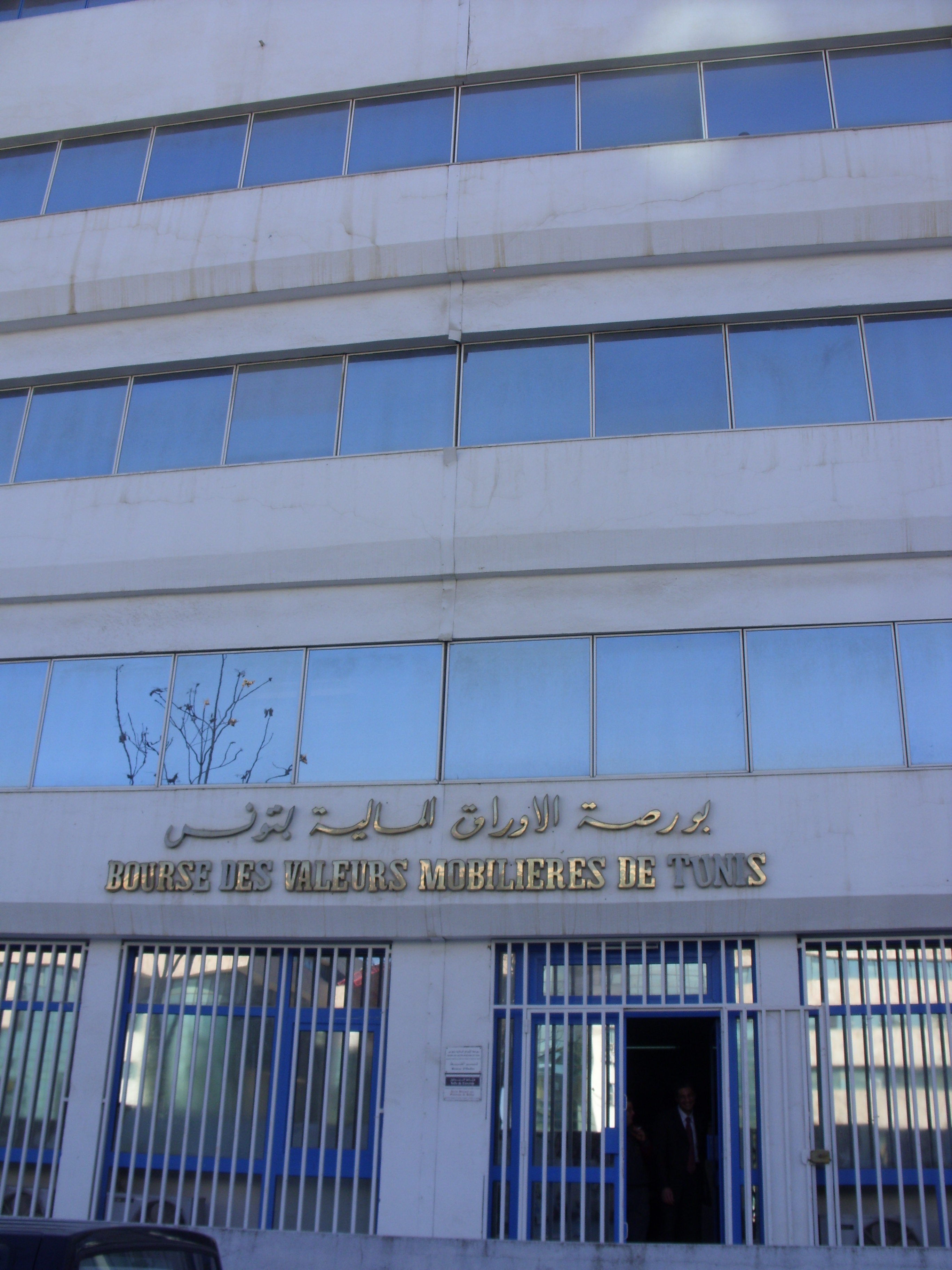
المقر القديم للبورصة بحي مونبلازير

- شركة الإيجار العربية لتونس
- التجاري للإيجار المالي
- الشركة الدولية للإيجار المالي
- الوفاق للإيجار المالي
- التونسية للإيجار المالي
- حنبعل للإيجار المالي

### شركات الاستثمار
- التوظيف التونسي
- شركة الاستثمار والتنمية الصناعية والسياحية
- شركة الاستثمار تونافست

### شركات العقار
- السكنى
- الشركة العقارية وللمساهمات
- الشركة العقارية التونسية السعودية

### شركات الخدمات
- شركة التونسية للمقاولات السلكية واللاسلكية
- سرفيكوم
- الخطوط التونسية
- شركة النقل عبر الأنابيب
- تلنات

### شركات التجارة
- الشبكة التونسية للسيارات والخدمات
- شركة المغازة العامة
- شركة مونوبري
- الشركة التونسية لأسواق الجملة
- الشركة التونسية للتجهيز
- شركة النقل للسيارات

### الشركات الصناعية
- مجموعة بولينا
- شركة أدوية
- الشركة التونسية للصناعات الصيدلية
- البطارية التونسية أسد
- الشركة الصناعية العامة للمصافي
- الشركة التونسية لصناعات الإطارات المطاطية
- شركة التبريد ومعمل الجعة بتونس
- حليب تونس
- شركة الإنتاج الفلاحي بطبلبة
- إلكتروستار
- الشركة العصرية للخزف
- إسمنت بنزرت
- قرطاج للاسمنت
- الشركة الصناعية للأجهزة والآلات الكهربائية
- الشركة التونسية للبلور
- آر ليكيد تونس
- شركة الكمياء
- الصناعات الكيمائية للفليور
- تونس لمجنبات الأليمنيوم
- دليس القابضة
- أوروسيكل

## مقالات ذات صلة
- مؤشر بورصة
- سوق الأوراق المالية

## روابط خارجية
- الموقع الرسمي لبورصة تونس.